# HWA AG
HWA AG (от нем. Hans Werner Aufrecht) — компания Ханса-Вернера Ауфрехта, занимающаяся разработкой гоночных автомобилей и официально представляющая интересы торговой марки Mercedes-Benz в автоспорте. Основана после перепродажи контрольного пакета акций фирмы AMG концерну Daimler AG. Ранее участвовала в гонках серии Deutsche Tourenwagen Masters, Формуле-E и поставляла двигатели для гоночных автомобилей Евросерии Формулы-3 и британской Формулы-3. На данный момент команда принимает участие в чемпионатах ФИА Формуле-2 и в Формуле-3.

## История
После продажи основного пакета акций AMG компании Mercedes-Benz, Ханс-Вернер Ауфрехт основал другую фирму, названную по его инициалам H.W.A. Gmbh, которая также представляла Mercedes-Benz в автоспорте. Однако первая попытка закончилась провалом — ошибки в разработке Mercedes-Benz CLR для гонки 24 часа Ле-Мана 1999 года привели к тому, что недостаточно аэродинамически-загруженный перед автомобиля грозил пропуском воздуха под днище, что немедленно приводило к взлёту автомобиля. Это обнаружилось только на квалификации, когда взлетел автомобиль под управлением Марка Уэббера. После совещания было предложено загрузить нос автомобиля балластом, но в гонке взлетел еще один автомобиль — неровный асфальт и выход из аэродинамической тени при обгоне привели к зрелищном взлету с несколькими переворотами. Никто не пострадал, но после совещания со Штутгартом было решено снять оставшийся в гонке автомобиль, несмотря на его лидерство на момент принятия решения.
На следующий год H.W.A. в качестве заводской команды приняла участие в новом ДТМ — всего её гонщики с тех пор выиграли 5 чемпионских титулов, в том числе 3 — Бернд Шнайдер.
С 2003 года компания HWA производит и обслуживает двигатели Mercedes, которые используются в Евросерии Формулы 3 и британской Ф3.
В декабре 2006 года было принято решение об акционировании HWA GmbH, и в апреле следующего фирма была переименована в HWA AG. 30 % акций купили кувейтские инвесторы.
В 2015 году Тото Вольфф, руководитель Mercedes Motorsport, в рамках реорганизации своего инвестиционного портфеля продал свою долю в компании HWA AG, в которой с 2006 года ему принадлежало 49% акций, и где до 2013-го он занимал пост вице-президента наблюдательного совета. В результате Вольфф вышел из числа акционеров фирмы, тогда как Ханс-Вернер Ауфрехт значительно увеличил свою долю.

## HWA Team
HWA Team — спортивная команда из Аффальтербаха, Германия, представляющая интересы фирмы HWA AG и подразделения Mercedes-AMG. Одна из самых успешных команд в истории DTM. Её пилоты шесть раз становились чемпионами серии. До 2005 года победы команде приносил Бернд Шнайдер, с 2005 года за команду выступает двукратный чемпион мира в классе Формула-1 — Мика Хаккинен. В 2010 году чемпионский титул завоевал Пол Ди Реста. В 2015 году Паскаль Верляйн, выступая за DTM Team HWA, одержал победу в чемпионате. В 2018 году Гэри Паффетт завоевал чемпионский титул. Сезон 2018 года стал последним для команды в DTM, так как Mercedes покинул чемпионат.
Кроме того, на счету HWA Team победы в чемпионатах FIA GT 1997 и 1998 года.
Команда дебютировала в Формуле-E в сезоне 2018/2019. Пилотами команды были Стоффель Вандорн и Гэри Паффетт. В следующем сезоне Mercedes официально присоединился к чемпионату, переименовав команду. В сезоне 2021/2022 и в сезоне 2021/2022 два раза подряд чемпионский титул в Формуле-E завоевала команда Mercedes-EQ Formula E Team после чего Mercedes-Benz публично заявил об уходе из Формулы-Е. 
В октябре 2018 года было объявлено, что команда примет участие в новом чемпионате Формула-3.
В январе 2019 году HWA стала техническим партнером команды Формулы-2 Arden International. В октябре 2019 года HWA выкупила команду Arden и с 2020 года выступает в Формуле-2.

### Результаты выступлений

#### Формула-2
| Год       | Шасси                      | Гонщик         | Гонки | Победы | Поулы | Л/Круги | П.Г. | Очки | К.З. |
| --------- | -------------------------- | -------------- | ----- | ------ | ----- | ------- | ---- | ---- | ---- |
| 2020      | Dallara F2 2018-Mecachrome | Джулиано Алези | 18    | 0      | 0     | 1       | 17   | 13   | 10   |
| 2020      | Dallara F2 2018-Mecachrome | Артём Маркелов | 23    | 0      | 1     | 0       | 18   | 13   | 10   |
| 2020      | Dallara F2 2018-Mecachrome | Джейк Хьюз     | 2     | 0      | 0     | 0       | 23   | 13   | 10   |
| 2020      | Dallara F2 2018-Mecachrome | Тео Пуршер     | 4     | 0      | 0     | 0       | 26   | 13   | 10   |
| Источник: |                            |                |       |        |       |         |      |      |      |

#### Формула-3
| Год       | Шасси                      | Гонщик           | Гонки | Победы | Поулы | Л/Круги | П.Г. | Очки  | К.З. |
| --------- | -------------------------- | ---------------- | ----- | ------ | ----- | ------- | ---- | ----- | ---- |
| 2019      | Dallara F3 2019-Mecachrome | Джейк Хьюз       | 16    | 1      | 1     | 2       | 7    | 100   | 5    |
| 2019      | Dallara F3 2019-Mecachrome | Бент Вискал      | 16    | 0      | 0     | 0       | 15   | 100   | 5    |
| 2019      | Dallara F3 2019-Mecachrome | Кейван Андрес    | 15    | 0      | 0     | 0       | 28   | 100   | 5    |
| 2020      | Dallara F3 2019-Mecachrome | Джейк Хьюз       | 18    | 2      | 1     | 3       | 7    | 138,5 | 5    |
| 2020      | Dallara F3 2019-Mecachrome | Энцо Фиттипальди | 18    | 0      | 0     | 0       | 15   | 138,5 | 5    |
| 2020      | Dallara F3 2019-Mecachrome | Джек Дуэн        | 18    | 0      | 0     | 0       | 26   | 138,5 | 5    |
| Источник: |                            |                  |       |        |       |         |      |       |      |

#### Формула-E
| Сезон     | Шасси                | №  | Гонщик           | 1    | 2    | 3    | 4   | 5    | 6    | 7    | 8    | 9   | 10  | 11  | 12  | 13  | Очки | Место |
| --------- | -------------------- | -- | ---------------- | ---- | ---- | ---- | --- | ---- | ---- | ---- | ---- | --- | --- | --- | --- | --- | ---- | ----- |
| 2018–19   | Spark SRT05e-Venturi |    |                  | ДИР  | МАР  | САН  | МЕХ | ГКГ  | СНЬ  | РИМ  | ПАР  | МОН | БЕР | БРН | НЙК | НЙК | 44   | 9     |
| 2018–19   | Spark SRT05e-Venturi | 5  | Стоффель Вандорн | 17   | Сход | Сход | 18  | Сход | Сход | 3    | Сход | 9   | 5   | 10  | 13  | 10  | 44   | 9     |
| 2018–19   | Spark SRT05e-Venturi | 17 | Гэри Паффетт     | Сход | Сход | 14   | 16  | 8    | Сход | Сход | 8    | 12  | 16  | 17  | 11  | 8   | 44   | 9     |
| Источник: |                      |    |                  |      |      |      |     |      |      |      |      |     |     |     |     |     |      |       |

#### Победы в DTM
| Год чемпионата | Результаты      |
| -------------- | --------------- |
| 2000           | Бернд Шнайдер   |
| 2001           | Бернд Шнайдер   |
| 2003           | Бернд Шнайдер   |
| 2005           | Гэри Паффетт    |
| 2006           | Бернд Шнайдер   |
| 2010           | Пол Ди Реста    |
| 2015           | Паскаль Верляйн |
| 2018           | Гэри Паффетт    |
| Источник:      |                 |